# El Niño de 1997-1998
L'El Niño de 1997-1998 a été considéré comme l'un des événements El Niño-Oscillation australe les plus puissants de l'histoire enregistrée, entraînant des sécheresses généralisées, des inondations et d'autres catastrophes naturelles à travers le monde. Il a causé la mort d'environ 16% des systèmes de récifs du monde et a temporairement réchauffé la température de l'air de 1,5°C, par rapport à l'augmentation habituelle de 0,25°C associée aux événements El Niño.
L'évènement a provoqué une grave épidémie de fièvre de la vallée du Rift après des précipitations extrêmes dans le nord-est du Kenya et le sud de la Somalie. Cela a également conduit à des précipitations record en Californie pendant la saison des pluies de 1997-1998 et à l'une des pires sécheresses jamais enregistrées en Indonésie. 1998 est finalement devenue l'année la plus chaude de l'histoire enregistrée jusqu'alors.

## Progression météorologique

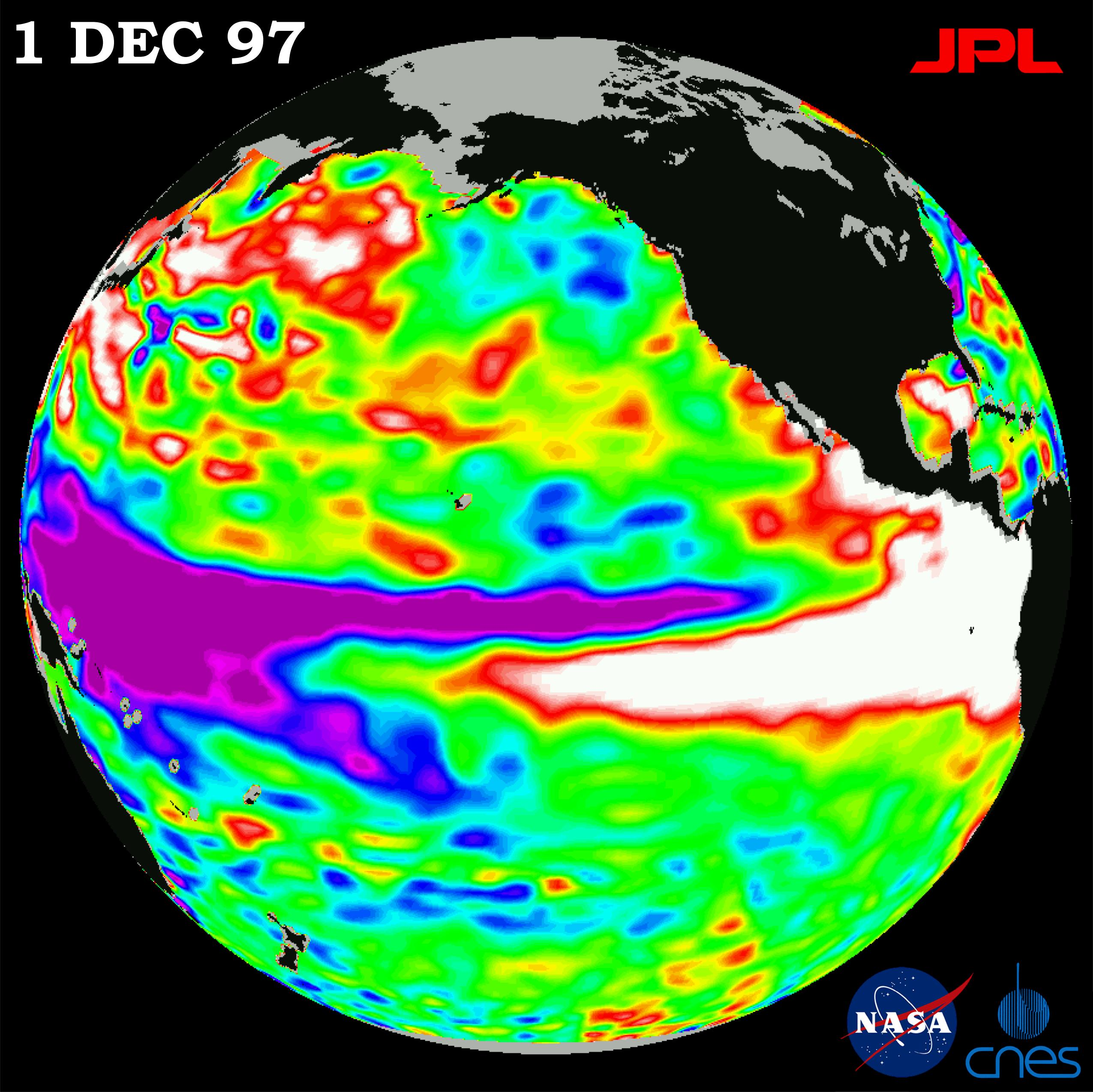
El Niño de 1997 observé par TOPEX/Poseidon. Les zones blanches au large des côtes tropicales d'Amérique du Sud et du Nord indiquent les réserves d'eau anormalement chaude.

En janvier 1997, des sondes recueillant des informations sur les températures des eaux profondes ont découvert une zone d'eau exceptionnellement chaude, centrée autour de 150 mètres de profondeur, à travers la moitié ouest de l'océan Pacifique. La température de l'eau y était d'environ 3°C au-dessus de la normale, ce qui signifie qu'un événement El Niño-oscillation australe (ENSO) commençait. À cette époque, l'Institut d'océanographie Scripps avait prévu qu'un tel évènement aurait probablement lieu au cours de la seconde moitié de 1997. Tout au long du mois de février, les températures de l'eau ont commencé à augmenter dans une grande partie du Pacifique ainsi que dans les eaux moins profondes au large des côtes du Pérou. Les températures de l'eau supérieures à la moyenne couvraient une superficie d'environ 11 000 km, s'étendant presque de la Nouvelle-Guinée à l'Amérique du Sud. En avril, l'ENSO était pleinement établi; une colonne d'eau chaude s'étendait jusqu'à la surface au milieu de l'océan Pacifique et les anomalies de températures d'eau dépassaient 5°C à environ 150 mètres sous la surface de l'océan. En surface, au large des côtes du Pérou, la température moyenne de l'eau était de 3°C au-dessus de la normale.
Des eaux extrêmement chaudes sont apparues en mai, en particulier au large des côtes de l'Amérique du Sud où les anomalies atteignaient 7°C au-dessus de la normale. Plus au nord, les températures de surface de la mer le long de la côte pacifique de l'Amérique du Nord augmentaient, avec un grand bassin d'eau de 3°C au-dessus de la normale. En septembre 1997, l'ENSO est devenu très puissant, avec des températures de surface entre l'Amérique du Sud et la ligne de changement de date internationale en moyenne de 2 à 4°C au-dessus de la normale, sur environ un quart du diamètre de la planète. De plus, la bande de chaleur le long de la côte pacifique de l'Amérique du Nord a continué de s'étendre, s'étendant maintenant de l'Alaska au sud du Mexique. Une zone contrastée d'eaux anormalement fraîches s'est formée près de la côte australienne en septembre également, avec des eaux à 150 mètres sous la surface en moyenne 4°C sous la normale. L'énergie thermique supplémentaire créée par cette anomalie était environ 93 fois supérieure à l'énergie produite par les combustibles fossiles aux États-Unis en 1995.
En janvier 1998, les températures de surface de la mer au large des côtes du Pérou ont continué d'augmenter, atteignant 11°C au-dessus de la normale. Cependant, la région des eaux plus froides que la moyenne dans le Pacifique occidental s'est étendue, ce qui signifie qu'un épisode La Niña prendrait forme vers la fin de 1998. À peine deux mois plus tard, l'ampleur des températures de l'eau supérieures à la moyenne a fortement diminué à mesure que El Niño s'est affaibli. L'événement ENSO de 1997–98 s'est finalement terminé en mai 1998, alors que des températures de l'eau inférieures à la moyenne s'étendaient sur une grande partie du Pacifique.

## Effets sur l'activité des cyclones tropicaux
L'événement El Niño de 1997–98 a eu divers effets sur l'activité des cyclones tropicaux dans le monde, avec plus de cyclones tropicaux que la moyenne se produisant dans les bassins du Pacifique. Cela comprenait le bassin du Pacifique Sud entre 160 °E et 120°W, où 16 cyclones tropicaux dans le Pacifique Sud ont été observés au cours de la saison 1997-1998, contre une moyenne d'environ 8. La zone où la plupart des cyclones tropicaux se sont développés a été déplacée vers l'est, avec des parties des îles Cook et de la Polynésie française impactées en conséquence. Dans le bassin du Pacifique Ouest, la saison a vu un record de 11 super typhons, dont 10 atteignant une intensité de catégorie 5. Dans le bassin du Pacifique Est, la saison 1997 a comporté deux ouragans de catégorie 5, Guillermo et Linda, ce dernier étant le plus fort jamais enregistré avant que Patricia ne le dépasse lors de la saison 2015 (en). Le bassin du Pacifique Nord a battu le record du plus grand nombre de cyclones tropicaux atteignant les intensités des catégories 4 et 5 avec 17 lors de cette saison. Cependant, la saison 2015 l'a dépassée avec 21 cyclones tropicaux lors de l'événement El Niño 2014-2016 (en).